# Johann Nepomuk Prix

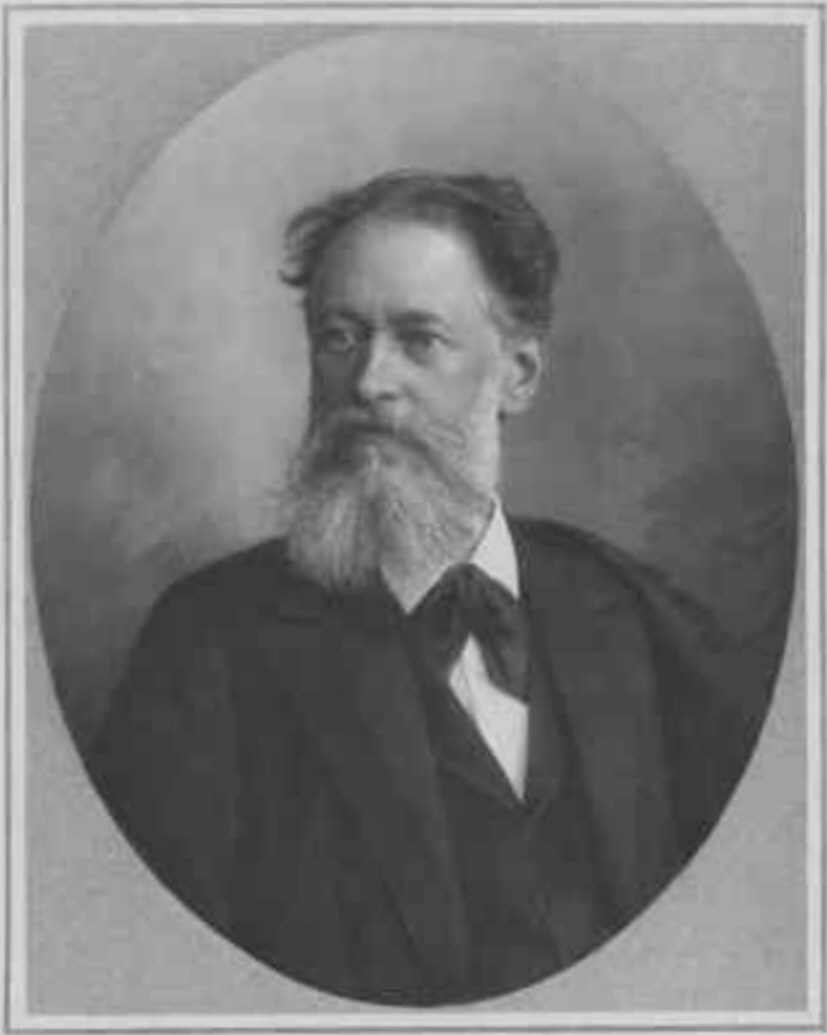
Johann Nepomuk Prix

Johann Nepomuk Prix (ur. 6 maja 1826 w Wiedniu, zm. 25 lutego 1894 w Rekawinkel) – austriacki polityk i prawnik. Absolwent Uniwersytetu Wiedeńskiego, po studiach pracował jako adwokat. Od 1869 członek samorządu miejskiego Wiednia jako reprezentant Fortschrittliche Partei. W latach 1889–1894 burmistrz Wiednia.